# Eberhard Zeidler
Pour les articles homonymes, voir Zeidler.
Eberhard Zeidler est un architecte germano-canadien né le 11 janvier 1926 à Braunsdorf, en Thuringe, qui a immigré au Canada en 1951, et mort le 7 janvier 2022 à Toronto,.
Il a créé l'agence Zeidler Architecture (en), une agence d'architecture d'importance mondiale avec notamment des bureaux à Pékin (Chine), Londres, Calgary, Berlin, West Palm Beach. L'agence emploie 220 personnes.

## Projets réalisés

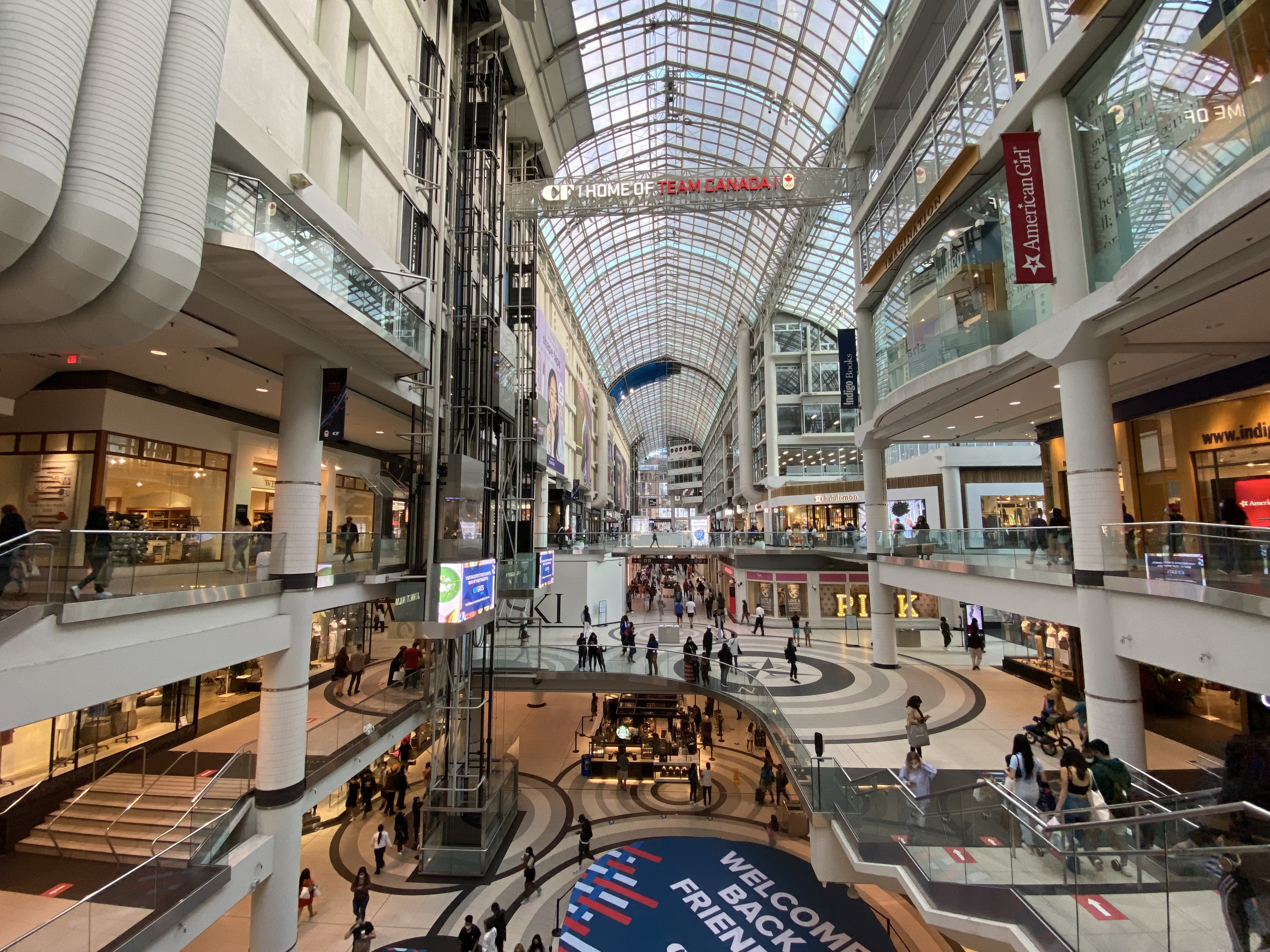
Centre Eaton Toronto

La plupart des projets réalisés l'ont été en Amérique du Nord. Une vingtaine de gratte-ciel ont été réalisés.
- Ontario Place (en) et Cinésphère, 1971
- Centre Eaton Toronto, 1977
- Queen's Quay Terminal (en), 1983 (rénovation)
- Canada Place, 1986
- San Francisco Marriott, San Francisco, 1989
- World Trade Centre Toronto (en), Toronto, Canada, 1990
- Tour Bell Média, Montréal, 1992
- The 250, Toronto, 1992
- Wisma 46, Jakarta, Indonésie, 1996
- Torre Mayor, Mexico, 2003
- Niagara Fallsview Casino Resort (en), Niagara Falls, Canada, 2004
- The Bow, Calgary, Canada, 2012

## Vie privée
Sa dernière décennie est marquée par la démence d'Alzheimer et il reçoit des soins à domicile. Il y meurt, juste avant son 96e anniversaire.